# Liste der Bischöfe von Kurland

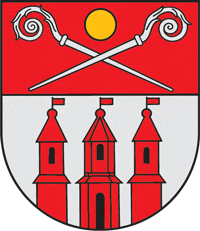
Wappen von Piltene

Im Gebiet der Semgallen wirkten schon im frühen 13. Jahrhundert sogenannte Wanderbischöfe, die dann wieder weiterzogen, um andere Gebiete zu missionieren und das Evangelium zu verkünden. Bernhard Edler von der Lippe kam 1217 und zog 1224 wieder weiter. Bischof Lambert war von 1225 bis 1229 dort, Bischof Balduin von Alna kam 1234 und starb 1243. Heinrich von Lützelburg hat das Gebiet 1246 dem Bistum Riga unterstellt.
Auch in Kurland wirkten Bischöfe, bis es unter Edmund von Werth einem Priester des Deutschen Ordens 1792 zur Gründung des Bistums Kurland kam. Hermann I. 1223, Engelbert OP 1237, er wurde 1245 erschlagen. Heinrich von Lützelburg von 1245 bis 1263.
Das Wappen von Piltene geht auf den alten Bischofssitz Pilten zurück.
Die folgenden Personen waren Bischöfe von Kurland mit Sitz in Pilten, heute Lettland:

## Römisch-Katholische Bischöfe
| Nr. | Bischof                       | von  | bis   | Anmerkung | Darstellung | Wappen |
| --- | ----------------------------- | ---- | ----- | --- | ----------- | ------ |
| 01  | Edmund von Werth OT           | 1263 | 1292  | am 5. März 1263 zum Bischof von Kurland ernannt, von Papst Urban IV. bestätigt wurde er zum Bischof geweiht. Bereits 1267 verließ er das Deutschordensland und bezog ein Haus in Andernach, 1290 begründete er in Pilten ein Domkapitel, und ging zurück in die Kommende Schloss Alden Biesen; † 14. Dezember 1292 |             |        |
| 02  | Johann I.                     |      |       | zwischen 1192 und 1300 |             |        |
| 03  | Burkhard OT                   | 1300 | 1321? | vor 1300 und 1310 genannt |             |        |
| 04  | Paul I. OT                    | 1317 | 1330  | vor 24. Juli 1317 zum Bischof bestellt |             |        |
| 05  | Johann II.                    | 1328 | 1330  | 1328 zum Bischof bestellt |             |        |
| 06  | Bernhard                      |      |       | 1330 genannt |             |        |
| 07  | Johann III. OT                |      |       | 1332 genannt |             |        |
| 08  | Ludolf OT                     | 1353 |       | 1353 zum Bischof bestellt |             |        |
| 09  | Wilhelm Baldinus              |      |       | |             |        |
| 010 | Jakob OT                      |      |       | 1362 genannt |             |        |
| 011 | Otto OT                       |      |       | 1374 und 1392 genannt |             |        |
| 012 | Rutger von Brüggenei OT       | 1398 |       | auch Rudger von Bruggenowe, 1398 zum Bischof bestellt, 1403 genannt |             |        |
| 013 | Gottschalk Schutte OT         | 1405 | 1424  | auch Schütz, vor dem 13. Dezember 1405 zum Bischof bestellt; † nach dem 25. Oktober 1424 |             |        |
| 014 | Dietrich Tanke OT             | 1424 | 1425  | |             |        |
| 015 | Johann IV. OT                 | 1425 | 1456  | auch Thiergart, 1425 zum Bischof bestellt; † nach 1456 |             |        |
| 016 | Paul II. Einwald von Walteris | 1456 | 1473  | 1456 zum Bischof bestellt; † nach Januar 1473 |             |        |
| 017 | Martin Lewitz                 |      | 1500  | auch Levita, 1475 genannt; † nach dem 31. Januar 1500 |             |        |
| 018 | Michael Sculteti              | 1500 | 1500  | nach dem 31. Januar 1500 zum Bischof bestellt; am 24. Mai in Rom in der Hospitalkirche des Collegio Teutonico di Santa Maria dell’Anima geweiht; † 4. November 1500 in Rom |             |        |
| 019 | Heinrich II. Basedow          | 1501 | 1524  | auch Basenu, 1501 zum Bischof bestellt; † nach 1524 |             |        |
| 020 | Hermann II. Konnenberg        | 1524 | 1537  | 1524 zum Bischof bestellt; † nach 1537 |             |        |
| 021 | Johann V. von Münchhausen     | 1541 | 1560  | 1541 zum Bischof bestellt |             |        |

## Protestantische Bischöfe
| Nr. | Bischof                    | von  | bis  | Anmerkung | Darstellung | Wappen |
| --- | -------------------------- | ---- | ---- | --- | ----------- | ------ |
| 022 | Magnus Herzog von Holstein | 1560 | 1583 | Erster (und zugleich letzter) Bischof nach der Reformation, daneben auch Bischof von Ösel-Wiek (1560–1572) und Reval (1560–1583); † 18. März 1583 |             |        |